# Yūto Sashinami
Yūto Sashinami (japanisch 差波 優人 Sashinami Yūto; * 28. Juni 1993 in der Präfektur Aomori) ist ein japanischer Fußballspieler.

## Karriere
Yūto Sashinami erlernte das Fußballspielen in der Schulmannschaft der Aomori Yamada High School und der Universitätsmannschaft der Meiji-Universität. Seinen ersten Vertrag unterschrieb er 2016 bei Vegalta Sendai. Der Verein spielte in der höchsten Liga des Landes, der J1 League. Im August 2017 wurde er an den Drittligisten Grulla Morioka ausgeliehen. Für den Verein absolvierte er 15 Ligaspiele. 2018 wurde er an den Drittligisten Kataller Toyama ausgeliehen. Für den Verein absolvierte er 31 Ligaspiele. 2019 wechselte er nach Belica zum kroatischen Verein NK BSK Belica. Im August 2019 kehrte er nach Japan zurück, wo er einen Vertrag beim Drittligisten Vanraure Hachinohe unterschrieb. Für Hachinohe absolvierte er 14 Ligaspiele. 2020 wechselte er zum Viertligisten Tokyo Musashino City FC. Nach einer Saison verließ er den Verein und schloss sich dem Ligakonkurrenten ReinMeer Aomori FC aus Aomori an. Für Aomori bestritt er in zwei Spielzeiten 47 Ligaspiele. Nach der Saison 2022 wurde sein Vertrag nicht verlängert.